# Treuhänder (Versicherungswesen)
Im Versicherungswesen sind in Deutschland drei spezielle Treuhänder gesetzlich verankert:
- Treuhänder für das Sicherungsvermögen (§ 70 in der Fassung vom 31. Dezember 2007 bzw. 128 VAG ub der Fassung vom 1. Januar 2016)
- Treuhänder für Bedingungsanpassungen (§ 172 bzw. § 178g VVG in der Fassung vom 31. Dezember 2007)
- Treuhänder für Prämienänderungen in der Lebens- oder Krankenversicherung (§ 172 Abs. 1 VVG in der Fassung vom 31. Dezember 2007 bzw. § 155 VAG in der Fassung vom 1. Januar 2016)

## Treuhänder für das Sicherungsvermögen
Zur Überwachung des Sicherungsvermögens müssen Versicherungsunternehmen, die die Lebensversicherung, die substitutive Krankenversicherung oder die private Pflegeversicherung betreiben, nach § 128 des Versicherungsaufsichtsgesetzes (VAG) einen Treuhänder und einen Stellvertreter bestellen. Für einen kleineren Verein nach § 53 VAG gilt dies nur auf Anordnung der Aufsichtsbehörde. Der Treuhänder bestätigt unter der Bilanz, dass das Sicherungsvermögen korrekt angelegt und aufbewahrt ist.
Der Treuhänder wird vom Aufsichtsrat bestellt. Die Aufsichtsbehörde kann die Bestellung eines anderen Treuhänders verlangen oder diesen ggf. auch selbst bestellen.
Über das Sicherungsvermögen darf nur mit Zustimmung des Treuhänders verfügt werden. Dazu sind die Bestände des Sicherungsvermögens unter gemeinsamer Verwaltung des Versicherungsunternehmens und des Treuhänders aufzubewahren.

## Treuhänder für Bedingungsanpassungen
Unter bestimmten Bedingungen können in der Lebensversicherung und der privaten Krankenversicherung die Vertragsbedingungen mit Zustimmung eines Treuhänders („juristischer Treuhänder“) im Wege des sogenannten Treuhänderverfahrens angepasst werden.

### Lebensversicherung
Ist eine Bestimmung der Versicherungsbedingungen unwirksam, so kann die Versicherung mit Zustimmung des Treuhänders nach § 172 Abs. 2 VVG diese ersetzen, wenn zur Fortsetzung des Vertrages eine Ergänzung erforderlich ist.
Im Jahr 2006 hat der Bundesgerichtshof nähere Vorgaben zur Möglichkeit der Bedingungsänderung bestimmt. Insbesondere dürfen wegen Intransparenz unwirksame Bedingungen bestehender Verträge nicht durch Bedingungen gleichen Inhalts (trotz nunmehr transparenter Formulierung) ersetzt werden, da bei bestehenden Verträgen die Versicherungsnehmer keine Abschlussentscheidung auf der ggf. nunmehr transparenten Basis mehr treffen können.

### Krankenversicherung
Nach § 203 Abs. 3 VVG kann der Versicherer im Falle einer Änderung der Verhältnisse im Gesundheitswesen die Versicherungsbedingungen und Tarifbestimmungen mit Zustimmung eines Treuhänders den geänderten Verhältnissen anpassen, wenn dies zur Wahrung der Belange der Versicherten notwendig ist. Dies gilt ebenso, wenn eine Bestimmung der Versicherungsbedingungen unwirksam ist, und zur Fortführung des Vertrages eine Ergänzung erforderlich ist.
Der Treuhänder muss zuverlässig und vom Versicherungsunternehmen unabhängig sein und über ausreichende Rechtskenntnisse verfügen. Die Aufsichtsbehörde kann die Bestellung eines anderen Treuhänders verlangen oder diesen ggf. auch selbst bestellen.

## Treuhänder für Prämienänderungen
Prämienänderungen (Beitragsanpassungen) in der (privaten) Krankenversicherung bedürfen der nach § 12b VAG der Zustimmung eines Treuhänders („mathematischer Treuhänder“). Der Treuhänder prüft, ob die Beitragskalkulation im Einklang mit den bestehenden Rechtsvorschriften steht. Die Verwendung von Mitteln aus der Rückstellung für Beitragsrückerstattung (RfB) bedarf ebenfalls der Zustimmung des Treuhänders. Für die erfolgsabhängige RfB gilt dies stets, für die erfolgsunabhängige RfB, sofern die Mittel nach § 12a Abs. 3 verwendet werden (Beitragsbegrenzung im Alter).
Der Treuhänder muss zuverlässig und vom Versicherungsunternehmen unabhängig sein und über ausreichende Kenntnisse der Beitragskalkulation verfügen. Die Aufsichtsbehörde kann die Bestellung eines anderen Treuhänders verlangen oder diesen ggf. auch selbst bestellen.
Allfällige Prämienänderungen in der Lebensversicherung sind in § 172 Abs. 1 VVG geregelt. Lebensversicherungen können nach § 172 Abs. 1 des Versicherungsvertragsgesetzes (VVG) bei einer unvorhersehbaren und nicht nur vorübergehenden Änderung des Leistungsbedarfs die Beiträge mit Zustimmung eines unabhängigen Treuhänders neu festlegen um die dauernde Erfüllbarkeit der Versicherungsleistungen zu gewährleisten. Dies gilt auch für Bestimmungen zur Überschussbeteiligung. Soweit die Änderungen der Genehmigung der Aufsichtsbehörde bedürfen (Altbestand), entfällt die Mitwirkung des Treuhänders.